# И Ган
И Ган (кит. упр. 易纲, пиньинь Yì Gāng; род. 1958, Пекин) — китайский экономист, глава Народного банка Китая с марта 2018 года. Преемник на этом посту Чжоу Сяочуаня, который возглавлял Народный банк Китая на протяжении 15 лет, его заместитель с 2008 года, работает в центральном банке с 1997 года. Кандидат в члены ЦК КПК 19-го созыва. Доктор философии (1986). Профессор Пекинского университета с 1994 года.

## Биография
По национальности хань. Владеет английским языком.
В 1978-80 гг. изучал экономику в Пекинском университете. В 1980-86 гг. обучался в США. Получил степень бакалавра бизнес-администрирования в университете Хэмлайн в Сент-Поле (Миннесота) и доктора философии по экономике (1986) в Университете Иллинойса. С 1986 года преподавал в Индианском университете в Индианаполисе как ассистент-профессор — по 1992 г., в 1992—1994 гг. — ассоциированный профессор на постоянном контракте.
С 1997 года заместитель, в 2002—2008 гг. генсек департамента монетарной политики Народного банка Китая. С 2009 по 2016 год директор Государственного валютного управления КНР.
Назначение И на пост главы Народного банка Китая называли неожиданным, по мнению Bloomberg, назначая заместителя председателя центробанка на пост главы регулятора, Китай сигнализировал о стремлении к преемственности политики центробанка. Перед тем ожидалось, что данный пост займёт Лю Хэ — ставший вице-премьером. И Гана называют протеже Чжоу Сяочуаня. «Главная задача состоит в том, чтобы мы проводили разумную денежно-кредитную политику, продвигали реформы и открывали финансовый сектор, а также поддерживали стабильность всего финансового сектора», — заявлял И после своего назначения. В 2023 его сменил Пань Гуншэн. 
Член совета директоров Банка международных расчётов.
Консультировал Scandinavian Journal of Statistics, Journal of Econometrics, China Economic Review, Comparative Economic Studies, Economic Theory, Contemporary Policy Issues, Journal of Asian Economics. Член редколлегий China Economic Review и Journal of Asian Economics. Автор более 40 работ на китайском и 20 научных работ на английском языках. Публиковался в Journal of Econometrics, China Economic Review, Comparative Economic Studies. Автор 10 книг.
25 июля 2023 года Собрание народных представителей освободило И Гана от занимаемой должности